# Follicule (botanique)
Pour les articles homonymes, voir Follicule.

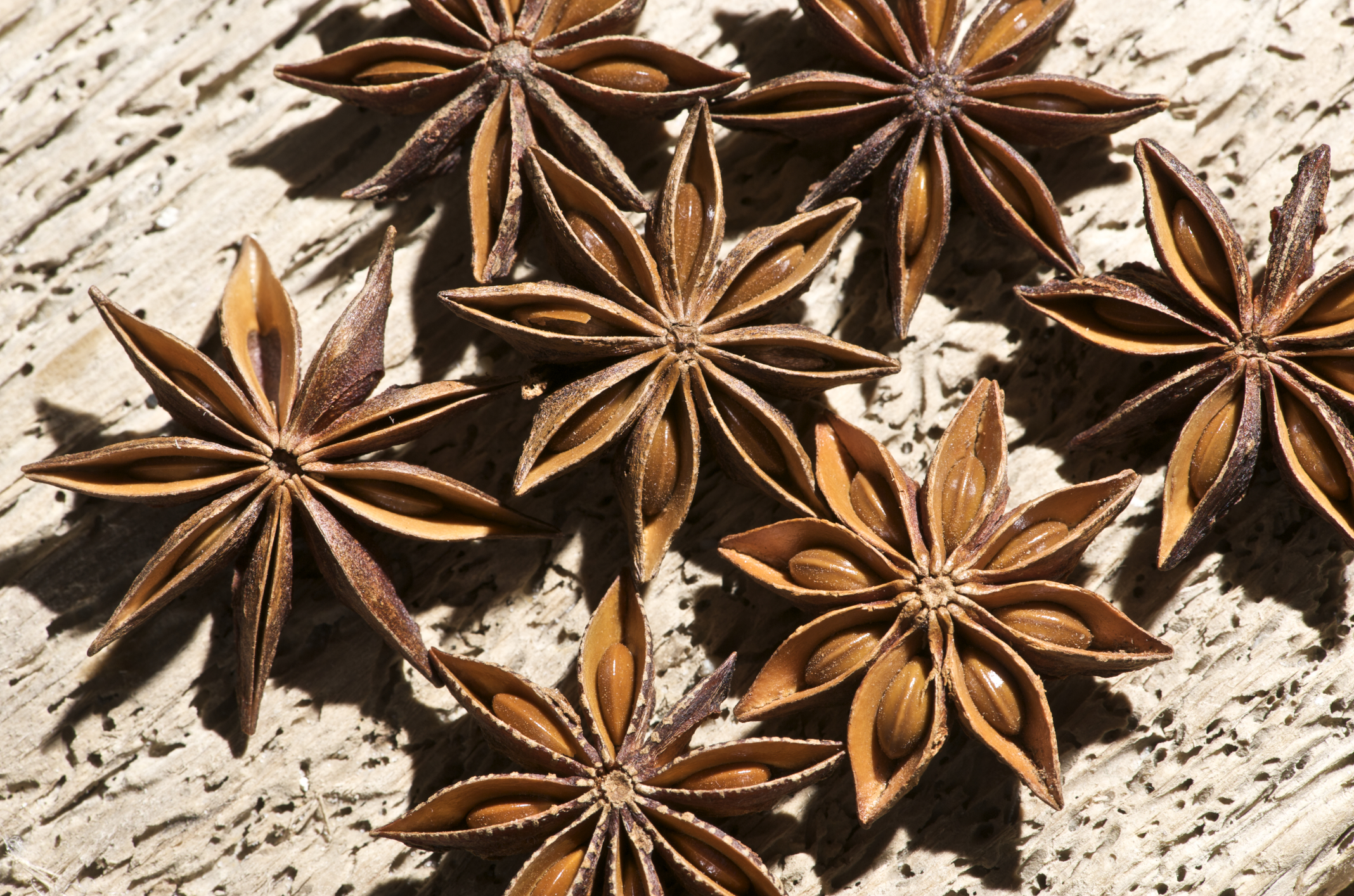
Follicules d'anis étoilé

En botanique, un follicule est un fruit sec, déhiscent, formé par un carpelle isolé. Ce type de fruit se trouve dans les familles de plantes à carpelles isolés, principalement les Renonculacées (delphinium, ancolie, hellébore...), certaines Saxifragales (pivoines, de nombreuses Crassulacées...)  les Magnoliacées (magnolia), et certaines Schisandracées (badianier).
La déhiscence se fait selon une fente longitudinale unique (à la différence de la gousse) qui est la ligne de suture du carpelle et forme deux valves qui s'ouvrent en divisant la ligne placentaire en deux. Les graines qui y sont attachées se retrouvent sur le bord de chaque valve.

## Variantes
En toute rigueur, lorsque le gynécée de la plante possède plusieurs carpelles, comme dans les exemples cités plus haut, le fruit est un polyfollicule (aussi appelé follicète ou follicetum). Le follicule vrai dérive d'un gynécée à un seul carpelle, c'est un cas très rare dans la flore française (Consolida).
Il existe des formes intermédiaires, résultant de la réunion partielle de plusieurs carpelles, qui font transition avec les capsules septicides (cas de la nigelle de Damas).

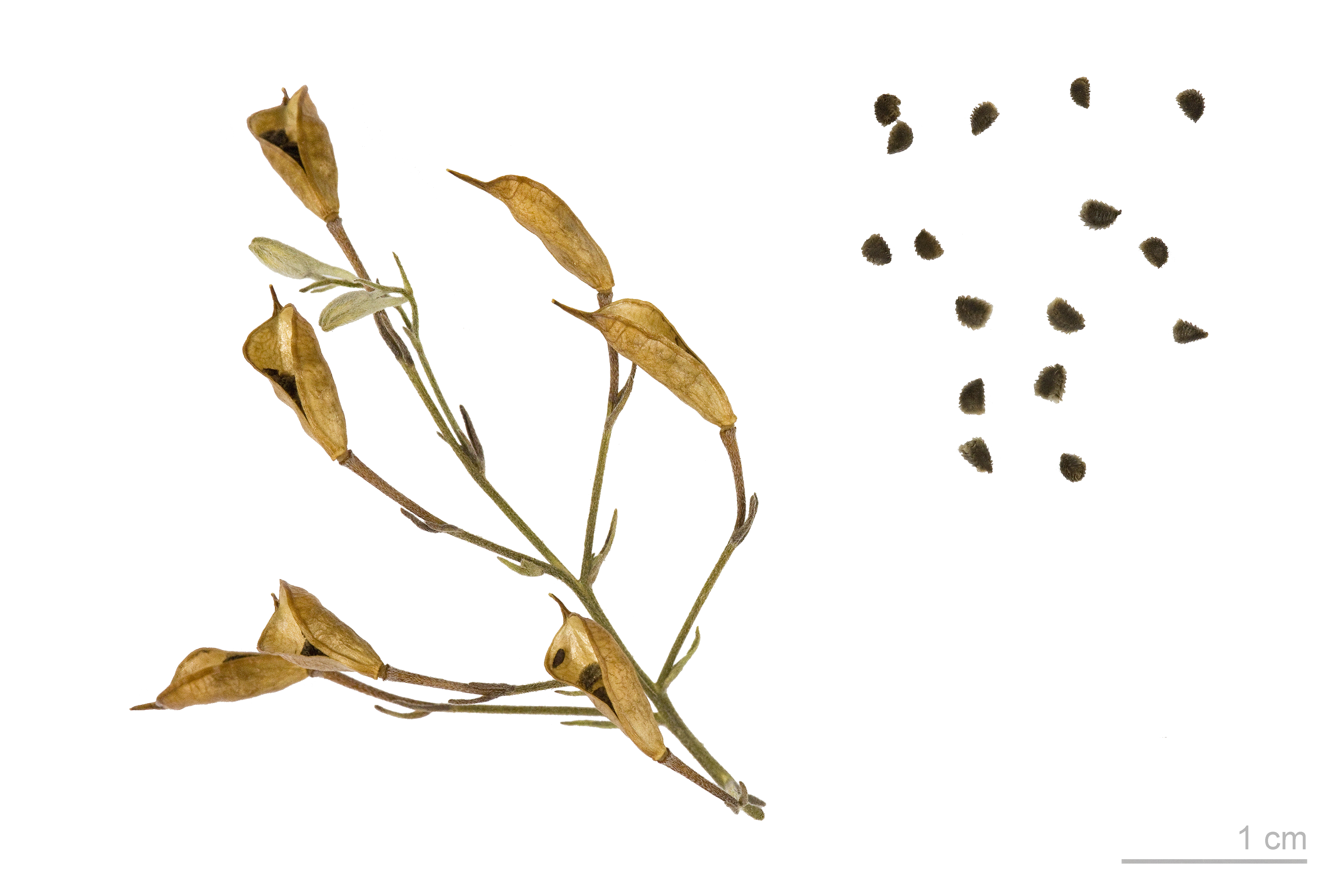
Follicule à un seul carpelle (Consolida regalis)
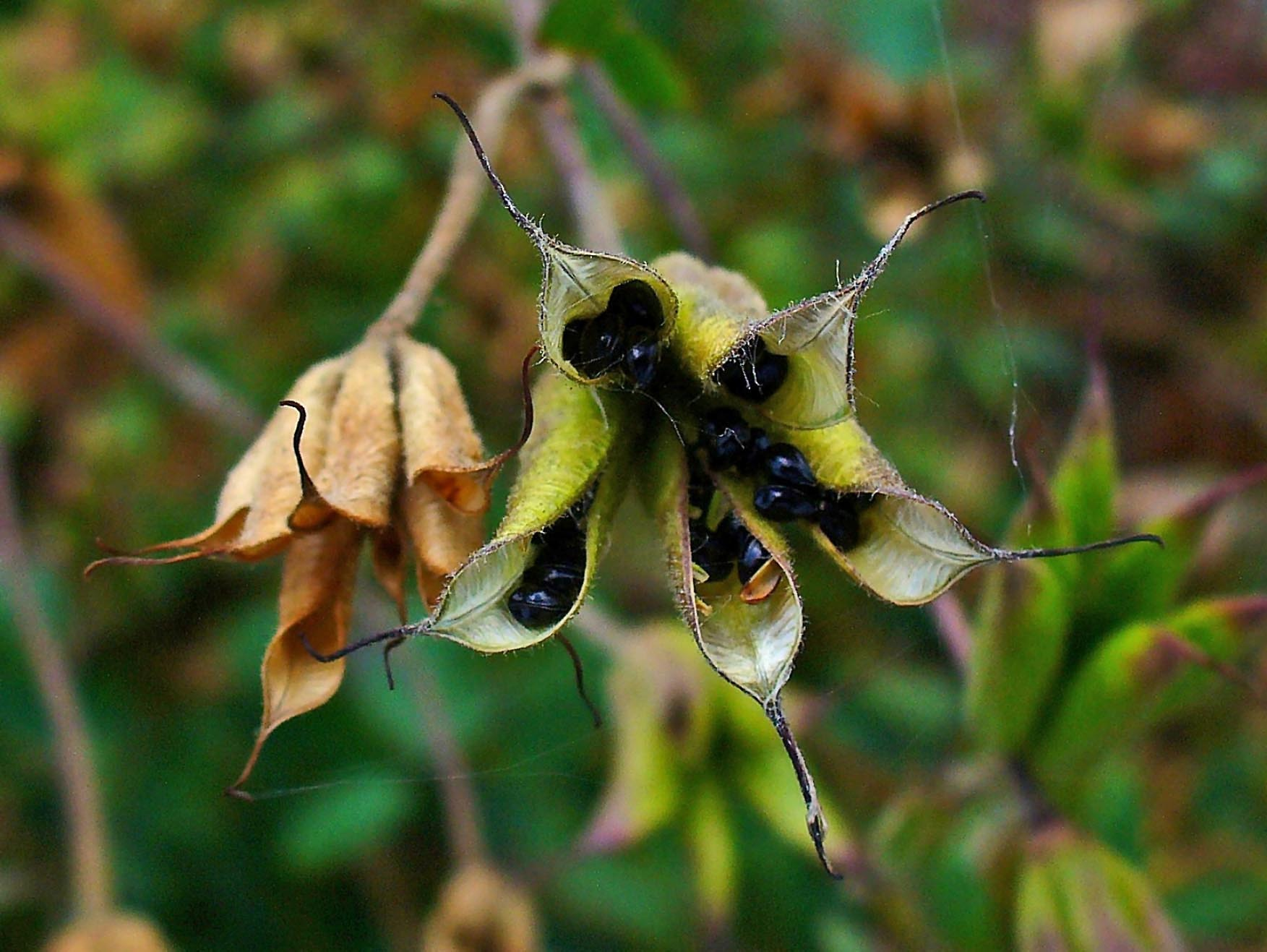
Follicules d'ancolie (Aquilegia)
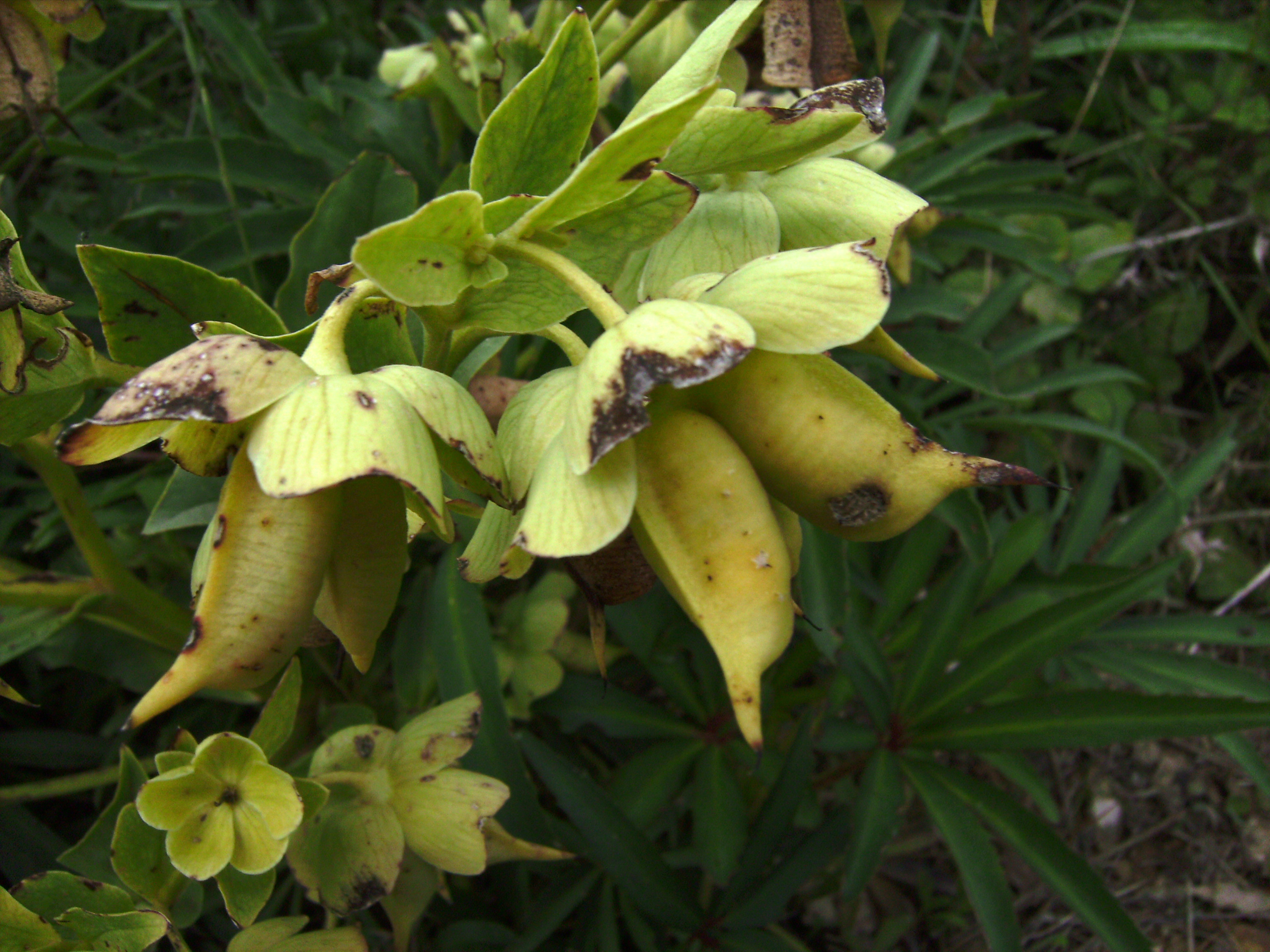
Follicules de Helleborus foetidus
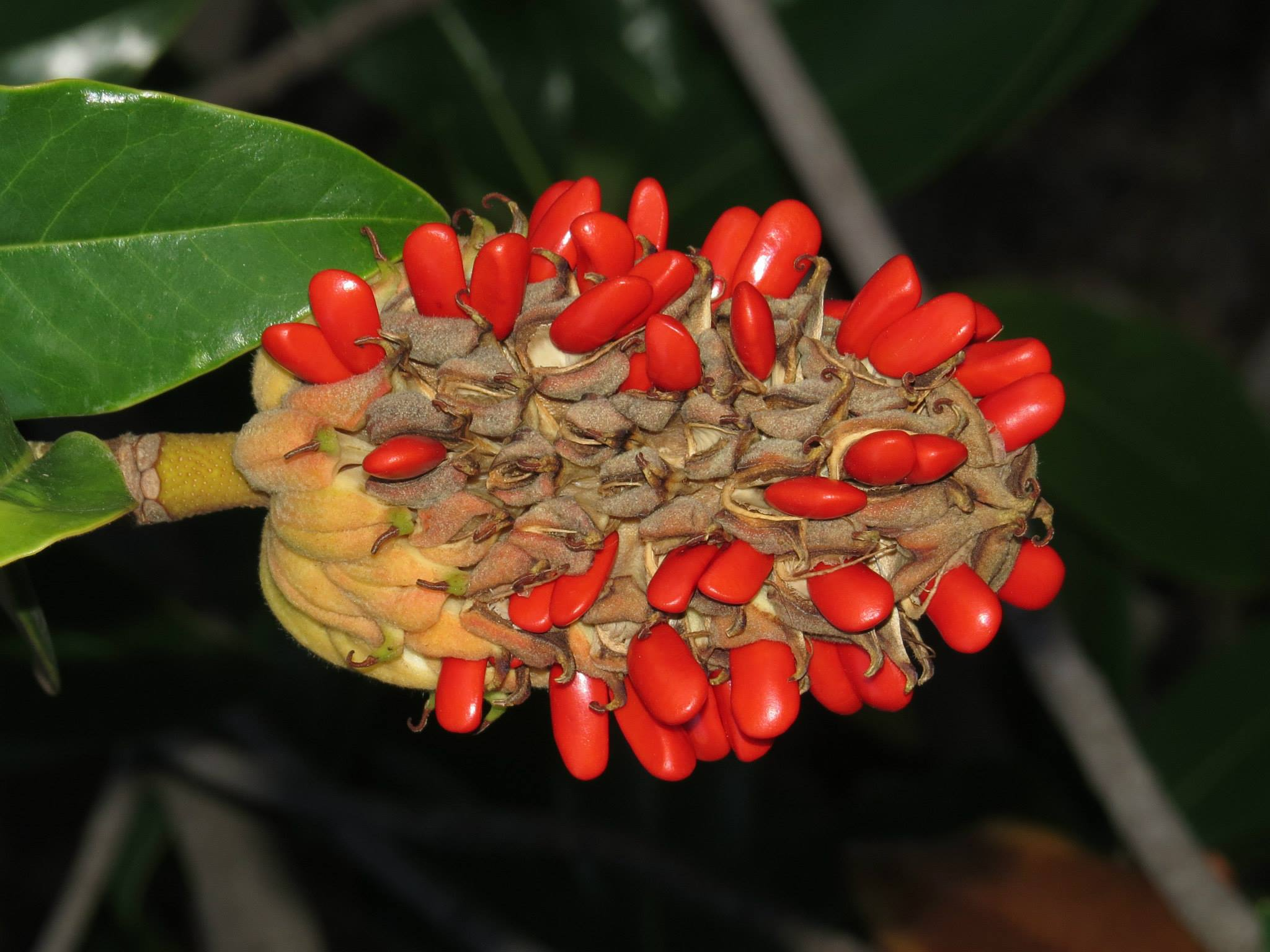
Polyfolicule de Magnolia grandiflora
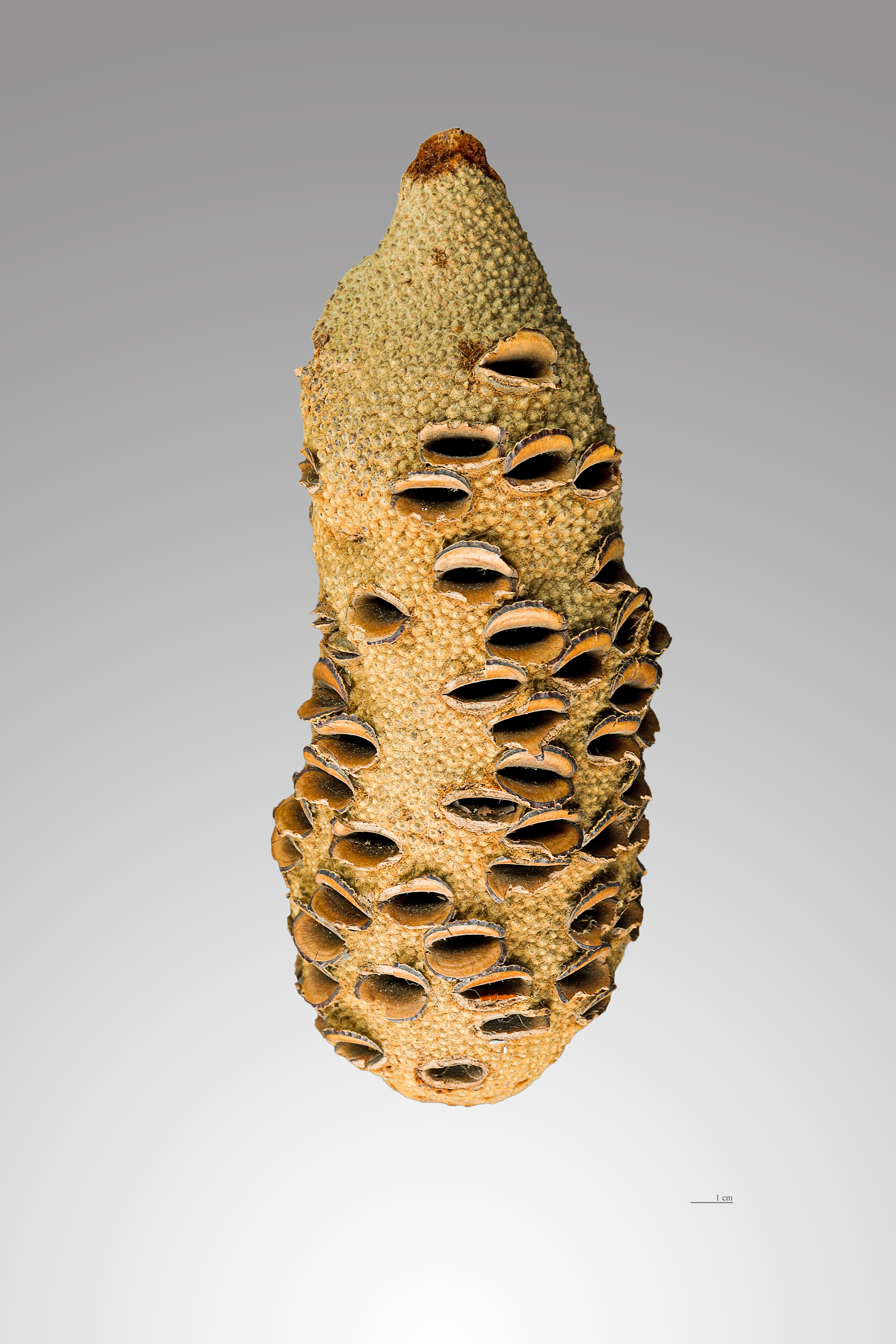
Polyfolicule de Banksia grandis